# Antoine Culioli
Antoine Culioli (Marselha, 29 de setembro de 1924 – Paris, 10 de fevereiro de 2018) foi um linguista francês.

## Biografia
Filho de pais corsos (o pai e a mãe eram professores e depois o pai tornou-se inspetor dos Correios e Telecomunicações), diz ter inventado uma língua românica aos 14 anos.
Ex-aluno da École Normale Supérieure (turma de 1944) e professor associado de inglês (foi aluno de Fernand Mossé e, em 1960, defendeu uma tese de doutoramento intitulada Contribuição para o estudo do subjuntivo e coordenação no inglês médio), dedicou-se à linguística geral e desenvolveu, através do seu ensino e das suas publicações, uma linguística da enunciação, ancorada nas ideias de Émile Benveniste.
Em 1963, criou o seminário formal de linguística na ENS da rue d'Ulm, que continuou até 2012. Em 1970, foi um dos três cofundadores da Universidade Paris VII e tornou-se diretor da UFR de Inglês. A seu ver, não se trata simplesmente de organizar mais um departamento de inglês, mas de construir um local de ensino e de investigação cujas missões foram redefinidas, a partir de uma reflexão aprofundada sobre os conteúdos, métodos e objetivos. Enquanto dirigia a UFR de estudos de língua inglesa, Culioli trabalhou ativamente na criação do Departamento de Pesquisa Linguística (DRL) criado em 1972. Empreendimento particularmente ambicioso, uma vez que, até 1968, fora da Sorbonne, sob a direção de André Martinet, não havia departamentos de linguística nas universidades francesas.
O programa de investigação que define para a linguística é produto de uma reflexão epistemológica, metodológica e teórica sobre o que pode ou deve ser o objeto da linguística, uma reflexão nascida de uma crítica da linguística estrutural e alimentada por intercâmbios com representantes das mais diversas. disciplinas, da matemática à biologia, da filosofia à psicanálise e à psicologia – em estreita ressonância com a dimensão multidisciplinar da Paris VII. O Laboratório criado no DRL reúne não só linguistas especializados em diversas línguas, mas também cientistas da computação e matemáticos interessados em realizar reflexão coletiva sobre a linguagem. Desde o início, Culioli fez questão de abrir o DRL a outros projetos e programas. O DRL acolhe o Laboratório de Automáticas Documentais e Linguísticas de Maurice Gross, mas também a equipe que, em torno de Jean-Claude Chevalier e Sylvain Auroux, estuda a história das teorias linguísticas. Culioli também faz questão de trazer para Paris VII linguistas reconhecidos, que trabalham em outras estruturas teóricas, como Jean-Claude Milner ou Alain Rouveret.
Muito rapidamente, o DRL (hoje UFR de linguística) ocupa um lugar essencial na investigação linguística em França e constitui uma referência à escala internacional. No âmbito do seu programa de investigação definido como "linguagem compreendida através da diversidade de línguas, textos e gestos", Culioli inicia, estimula e dirige pesquisas sobre as mais diversas línguas.
É pai do escritor-jornalista Gabriel-Xavier Culioli, com quem desenvolveu dicionários da língua corsa.

## Obras
Durante mais de quarenta anos, Antoine Culioli desenvolveu a teoria hoje conhecida como teoria das operações enunciativas (ou teoria das operações predicativas e enunciativas), que ele define como uma linguística que tem como objeto "o estudo da atividade linguística através da diversidade das línguas naturais".
Esta linguística, que pretende não dissociar, de forma artificial, a semântica, a sintaxe e a pragmática, e da qual as noções de "identificação" (entendida como uma "operação de ligação") e de "domínio nocional" constituem os conceitos essenciais, circulou por muito tempo apenas no círculo de ouvintes de seu seminário na École Normale Supérieure. Na Universidade Paris-Diderot, gravou, transcreveu e transmitiu os cursos que ministrou entre 1974 e 1984; em particular a publicação do Seminário DEA 1980-1981, por Jean Chuquet, depois a do Seminário DEA 1983-1984, por Jean-Louis Duchet.
Este trabalho teórico sobre a linguagem, ainda em curso, tornou-se acessível a um público mais vasto com a publicação, entre 1991 e 1999, de três coletâneas de artigos reunidos sob o título comum de Por uma linguística da enunciação, e entrevistas em que Culioli é levado a esclarecer os diferentes aspectos e questões de sua teoria. Além disso, uma conferência em sua homenagem foi organizada em junho de 2005 em Cerisy-la-Salle: Antoine Culioli: um homem de linguagem: originalidade, diversidade, abertura.
A sua obra, que ocupa um lugar de destaque na história da linguística de língua francesa, abre também perspectivas para outros campos de investigação, da antropologia à neurociência, e de forma mais geral diz respeito a todas as ciências humanas. Podemos, portanto, explicar por que Culioli estava intimamente interessado em filósofos – fossem filósofos antigos (estóicos) ou modernos, como Husserl, Wittgenstein ou Gaston Bachelard, lógicos (Jean-Blaise Grize, Georges Vignaux) ou mesmo psicólogos (Jean Piaget, François Bresson).
Esta curiosidade intelectual e este compromisso com o diálogo das disciplinas fazem com que ocupe um lugar original nos movimentos de pensamento europeus contemporâneos, bem como na Rússia e no Japão. A teoria das operações enunciativas , no entanto, ainda não é difundida ou estudada em muitos países; encontra pouca ressonância, especialmente em países anglo-saxões como a Grã-Bretanha e os Estados Unidos. Este fenómeno deve-se, sem dúvida, ao facto de o campo das operações enunciativas se enquadrar na linguística cognitiva e na semântica, disciplinas cuja corrente dominante é ilustrada por autores que chegam a consenso, como Ronald Langacker ou Leonard Talmy, cujos postulados e teorias são significativamente diferentes daqueles de Culioli.

## Publicações
- Considérations théoriques à propos du traitement formel du langage, avec Catherine Fuchs et Michel Pêcheux, 50 pages, Paris, Dunod, 1970.
- Opérations de détermination, théorie et description :
  - Tome 1, 286 pages, Paris, Université Paris VII, 1980 ;
  - Tome 2, 184 pages, Paris, Université Paris VII, 1984.
- Systèmes de représentations linguistiques et métalinguistiques, avec Jean-Pierre Desclés, 141 pages, Paris, Université Paris VII, 1981.
- Rôle des représentations métalinguistiques en syntaxe, 30 pages, Paris, Université Paris VII, 1982.
- Notes du séminaire de DEA 1983-1984, 111 pages, Paris, Université Paris VII, Département de recherches linguistiques , 1985.
- Aspects, modalité, problèmes de catégorisation grammaticale, édité par Antoine Culioli, 153 pages, Paris, Université Paris VII, 1986.
- Recherches nouvelles sur le langage, édité par Antoine Culioli, 138 pages, Paris, Université Paris VII, 1988.
- Opérations et représentations, 225 pages, Ophrys, 1991.
- La philosophie de la grammaire, par Otto Jespersen, traduction par Anne-Marie Léonard, préface d'Antoine Culioli, Paris, Gallimard, 1992.
- Pour une linguistique de l'énonciation :
  - Tome 1, Ophrys, 1991 ; réédité par Lambert-Lucas, 2020
  - Tome 2, Ophrys, 1999 ; réédité par Lambert-Lucas, 2020
  - Tome 3, Ophrys, 1999; réédité par Lambert-Lucas, 2020
  - Tome 4, Lambert-Lucas, 2018.
- Variations sur la linguistique, entretiens avec Frédéric Fau, Ophrys, 2002.
- Onze rencontres sur le langage et les langues, avec Claudine Normand, 300 pages, Paris, Ophrys, 2005.
- Gestes mentaux et réseaux symboliques, à la recherche des traces enfouies dans l'entrelacs du langage, 1 DVD de 2 h 21 min, Villejuif, CNRS, 2012.